# Хенгело
Хенгело (хол. Hengelo) је град Холандије у покрајини Оверејсел. Према процени из 2008. у граду је живело 81.051 становника.

## Становништво
Према процени, у граду је 2008. живело 79.751 становника.
| 1980.  | 1990.  | 2000.  | 2008.  |
| ------ | ------ | ------ | ------ |
| 75.216 | 75.993 | 79.751 | 81.051 |

## Партнерски градови
- Огре
- Емсдетен
- Плзењ
- Ogre Municipality